# Whitstable
Whitstable is een plaats in het bestuurlijke gebied City of Canterbury, in het Engelse graafschap Kent. De plaats telt 30.195 inwoners.
Peter Cushing is een bekende inwoner van Whitstable. The Jellybotts hebben hierover een nummer geschreven met de titel Peter Cushing Lives In Whitstable.